# خرم‌آباد (اراک)
خرم‌آباد روستایی از توابع بخش مرکزی شهرستان اراک در استان مرکزی ایران است.

## جغرافیاجمعیت
این روستا در دهستان شمس آباد قرار دارد و براساس سرشماری مرکز آمار ایران در سال ۱۳۸۵، جمعیت آن ۷۶۳ نفر (۲۱۳خانوار) بوده‌است.
این روستا در دامنه کوه الوند (الوند دالخانی) و در فاصله ۴۰ کیلومتری اراک قرار دارد. با روستاهای شمس‌آباد علیم آباد رباط پایین و ساکی پایین هم‌مرز است. منابع آب زیرزمینی خرم‌آباد به نسبت سایر روستاهای منطقه غنی است، لیکن استفاده نادرست از منابع تهدیدی برای آینده روستا محسوب می‌شود

## امامزاده روستا
در قبرستان روستا امامزاده‌ای  به نام حضرت عبدالعظیم وجود دارد که به اعتقاد سازمان اوقاف قدمت آن به قرن سوم و چهارم هجری می‌رسد. امامزاده از نوادگان علی بن حسین السجاد است  و به زمان حکومت آل بویه برمیگردد. ایشان سیدی جلیل القدر بوده و از نسل حضرت اباعبدالله الحسین علیه السلام است. 
گفتنی است که در زمان آل بویه شهر کرج ابودلف (آستانه کنونی-نزدیک شازند) در فاصله ۳۰–۴۰کیلومتری روستا شهر مهم و پایتخت سیاسی-نظامی غرب کشور بوده است.

## مناطق دیدنی
علاوه بر کوه الوند که کوهی بسیار مناسب برای کوهنوردی در همه فصول است طبیعت روستا در فصل بهار و تابستان بسیار دل‌انگیز و چشم‌نواز است. سراب و گیربلاغ، بزرگ‌ترین سد منطقه قره کهریز، قلمستان (سر قلما) و کوه اگیریژه، وجود دو قنات به اسم‌های، قنات کهریز و چم کهریز، از جمله جاذبه‌های دیدنی روستا در فصل بهار و تابستان است

## معدن
این روستا دارای معدن سرب و روی است
این روستا در دامنه کوه الوند (الوند دالخانی) و در فاصله ۴۰ کیلومتری اراک قرار دارد. با روستاهای شمس‌آباد علیم آباد رباط پایین و ساکی پایین هم‌مرز است. منابع آب زیرزمینی خرم‌آباد به نسبت سایر روستاهای منطقه غنی است، لیکن استفاده نادرست از منابع تهدیدی برای آینده روستا محسوب می‌شود

## امامزاده روستا
علاوه بر کوه الوند که کوهی بسیار مناسب برای کوهنوردی در همه فصول است طبیعت روستا در فصل بهار و تابستان بسیار دل‌انگیز و چشم‌نواز است. سراب و گیربلاغ، بزرگ‌ترین سد منطقه قره کهریز، قلمستان (سر قلما) و کوه اگیریژه، وجود دو قنات به اسم‌های، قنات کهریز و چم کهریز، از جمله جاذبه‌های دیدنی روستا در فصل بهار و تابستان است،است
== معدن==
خرم‌آباد روستایی از توابع بخش مرکزی شهرستان اراک در استان مرکزی ایران است.

## جمعیت
این روستا در دهستان شمس‌آباد قرار دارد و براساس سرشماری مرکز آمار ایران در سال ۱۳۸۵، جمعیت آن ۷۶۳ نفر (۲۱۳خانوار) بوده است.